# Сенежская улица
Сене́жская у́лица — улица в Северном административном округе города Москвы на территории Головинского района. Проходит от пересечения с Солнечногорской улицей (между домами № 9 и 11) до пересечения с Флотской улицей (между домами № 80 и 82). Нумерация домов ведётся от Солнечногорской улицы.

## Происхождение названия
В 1960 году посёлок Краснооктябрьский был включён в состав города Москвы. Имеющуюся там улицу Льва Толстого, для исключения дублирования названия, 18 апреля 1964 года переименовали в Сенёжскую в честь подмосковного озера Сенеж. 22 августа 2006 года буква «ё» в названии официально была заменена на «е» и улица стала Сенежской.

## Описание
Сенежская улица начинается от пересечения с Солнечногорской улицей и идёт без изгибов и поворотов с юго-востока на северо-запад. Примыканий ни слева, ни справа нет. Для автомобильного движения организовано по «полторы» полосы в каждом направлении. Светофоров нет, два нерегулируемых пешеходных перехода (в начале и конце). Обе стороны улицы оборудованы пешеходными тротуарами на всём протяжении. Заканчивается улица пересечением с Флотской улицей.

## Здания и сооружения
- № 1/9 — московский филиал негосударственного образовательного учреждения дополнительного профессионального образования «Центральный институт повышения квалификации»
- № 1/9 стр. 3 — электроподстанция
- № 6 — ОАО «Московская объединённая энергетическая компания (МОЭК)». Филиал № 2 «Северный», предприятие № 2
- № 6-а — строительная корпорация «ИнтерСтройБазис (ИСБ)»
- № 7/80 — центр микробиологической коррекции

## Общественный транспорт

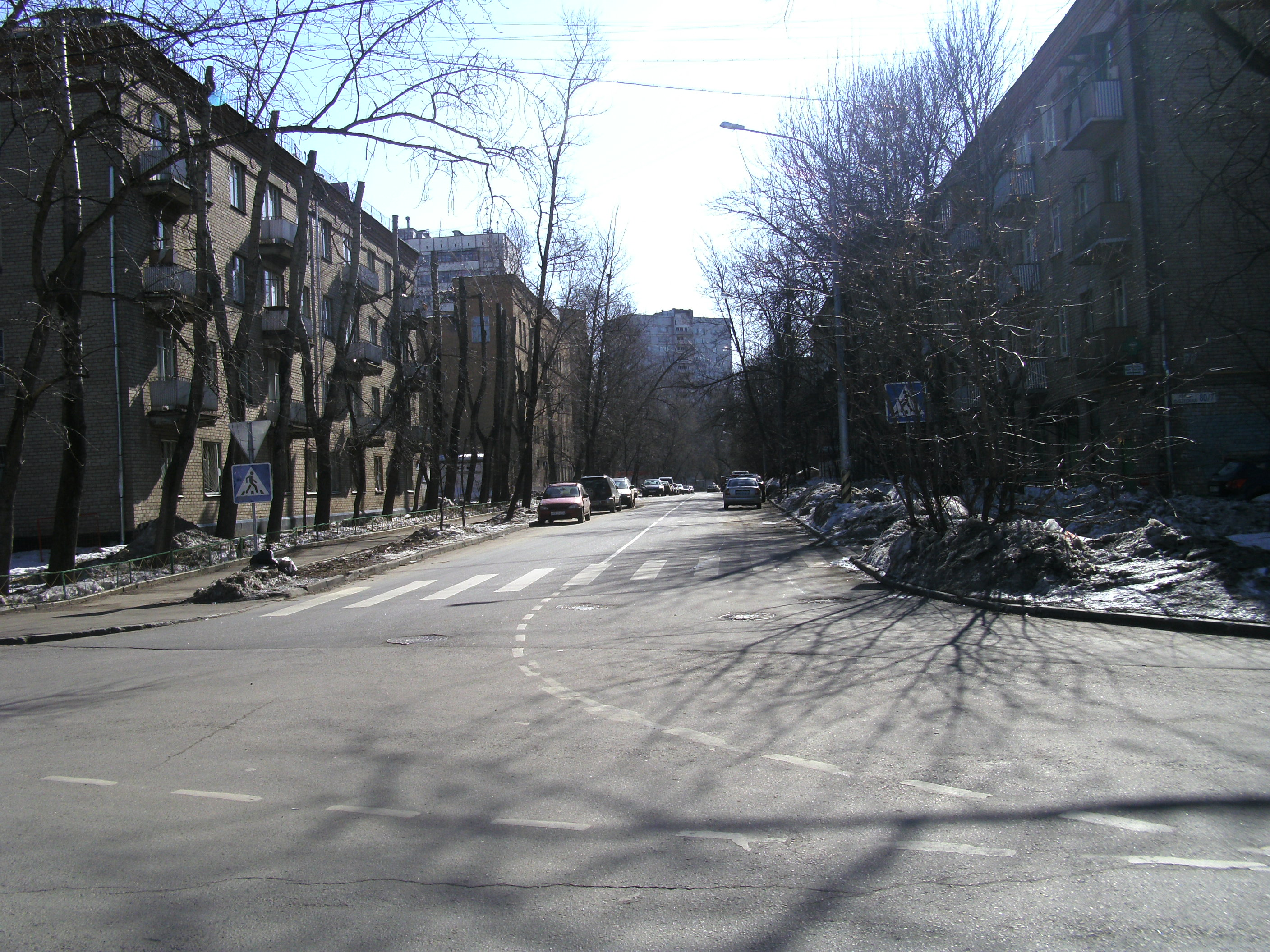
Конец улицы. Пересечение с Флотской

По всей длине улицы проходит автобус 698. На Флотской улице расположена конечная остановка «Сенежская улица» автобуса 698; на Солнечногорской улице расположена остановка «Сенежская улица» автобусов 65, 565, 70.
- Станции метро:
  - «Ховрино» — в 3300 метрах от середины улицы
  - «Беломорская» — в 3100 метрах от середины улицы
  - «Речной вокзал» — в 2450 метрах от конца улицы
  - «Водный стадион» — в 2850 метрах от начала улицы
- Станция МЦК «Коптево»— в 2580 метрах от середины улицы
- Платформа «Моссельмаш» — в 750 метрах от начала улицы